# 素顔のままKISSしよう
「素顔のままKISSしよう」（すがおのままキスしよう）は、MANISHの3枚目のシングル。

## 解説
初の自作曲による表題曲は、テレビ朝日系『OH!エルくらぶ』オープニング・テーマ。
当初は2ndシングル「声にならないほどに愛しい」のカップリング曲として制作されていた。

## 収録曲
1. 素顔のままKISSしよう
作詞：大黒摩季　作曲：西本麻里　編曲：明石昌夫
2. さよならPlastic Girl
作詞：井上留美子　作曲：西本麻里　編曲：明石昌夫
3. 素顔のままKISSしよう(inst.)

## 参加ミュージシャン
- 鈴木英俊 - ギター
- 川島だりあ - コーラス